# Дусанов, Зохид Абдукаюмович
Зохи́д Абдукаю́мович Дуса́нов (узб. Dusanov Zohid Abduqayumovich; род. 10 июня 1976, Самаркандская область) — председатель Государственного таможенного комитета Республики Узбекистан (2011—2016).

## Биография
Родился 10 июня 1976 года в Самаркандской области. В 1998 году окончил Ташкентский юридический институт.
В 2005 году окончил Высшую школу стратегического анализа и прогнозирования Республики Узбекистан. Владеет английским языком.
С 1998 по 2001 г. — стажер, помощник прокурора, следователь Темирйулского района Самаркандской области.
С 2001 по 2002 г. — старший следователь отдела по борьбе с коррупцией, хищениями и другими злоупотреблениями во внешнеэкономической деятельности, старший следователь отдела по борьбе с коррупцией и экономическими преступлениями Самаркандской областной прокуратуры.
В 2002—2005 гг. — старший следователь управления по борьбе с коррупцией и экономическими преступлениями Генеральной прокуратуры Республики Узбекистан.
В 2005 г. перешел на работу ведущим консультантом в аппарат Президента Республики Узбекистан.
С июня 2006 г. назначен первым заместителем начальника Департамента по борьбе с налоговыми, валютными преступлениями и легализацией преступных доходов при Генеральной прокуратуре Республики Узбекистан, начальником сводного информационно-аналитического управления.
В феврале 2008 г. Указом Президента назначен начальником Департамента при Генеральной прокуратуре Республики Узбекистан.
2 февраля 2011 избран Председателем Государственного таможенного комитета Республики Узбекистан. 20 декабря 2016 года вновь назначен начальником Департамента по борьбе с налоговыми, валютными преступлениями и легализацией преступных доходов при Генеральной прокуратуре Республики Узбекистан.
В январе по Указу Президента переведён в Минздрав Узбекистана.
15 февраля 2018 Постановлением Президента ПП-3532 уволен из Агентства по развитию фармацевтической отрасли при Министерстве Здравоохранения.